# Willie Adler
William M. Adler (Richmond, Virginia, 26. siječnja 1976.) američki je heavy metal-gitarist.
Najpoznatiji je kao gitarist sastava Lamb of God. Pridružio mu se 1999., kad ga je napustio dotadašnji gitarist Abe Spear, a u njemu svira i danas. U njemu je svirao s bratom Chrisom, koji je napustio skupinu 2019.

## Diskografija
Lamb of God
- New American Gospel (2000.)
- As the Palaces Burn (2003.)
- Ashes of the Wake (2004.)
- Sacrament (2006.)
- Wrath (2009.)
- Resolution (2012.)
- VII: Sturm und Drang (2015.)
- Lamb of God (2020.)